# Salia (bướm đêm)
Salia  là một chi bướm đêm thuộc họ Noctuidae.